# Gottgläubig

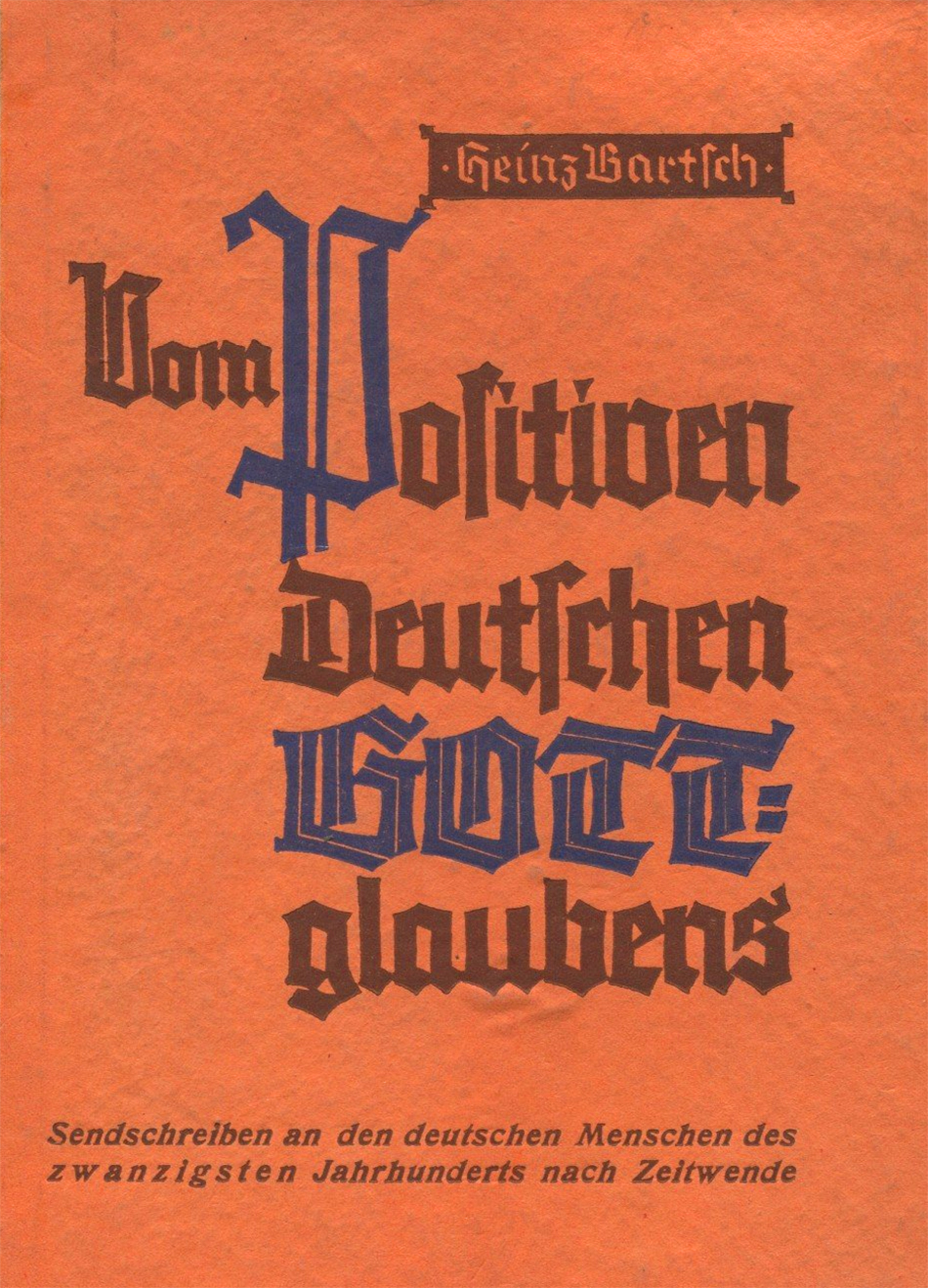
Over positief Duits Godsgeloof (1939)

Gottgläubig (letterlijk: "Godgelovig", "gelovend in God") was in nazi-Duitsland een term voor een vorm van religiositeit die werd beleden door Duitsers die officieel christelijke kerken hadden verlaten, maar bleven geloven in een hogere macht of schepper. Zulke mensen werden Gottgläubige genoemd en de term voor de gehele beweging was Gottgläubigkeit. Het begrip beschrijft iemand die nog steeds in een God gelooft, zonder zich echter te associëren met een geïnstitutionaliseerde religie. Deze nazi's waren religieuze instituten niet gunstig gezind, noch tolereerden zij atheïsme onder hun partijleden: Gottgläubigkeit was een soort officieel goedgekeurde ongeorganiseerde religie. Het Philosophisches Wörterbuch van 1943 definieerde gottgläubig als volgt: "ambtelijke beschrijving voor degenen die zich tot een bepaald soort vroomheid en zedelijkheid bekennen, zonder confessioneel-kerkelijk gebonden te zijn, maar anderzijds ook religie- en goddeloosheid te verwerpen." In de volkstelling van 1939 beschouwde 3,5% van de Duitse bevolking zich als gottgläubig.

## Oorsprong
In het 25-Punkte-Programm, het partijprogramma van de Nationaalsocialistische Duitse Arbeiderspartij (NSDAP) uit 1920, maakte Adolf Hitler voor het eerst gebruik van de uitdrukking "positief christendom". De Partij wilde zich niet met een specifiek kerkgenootschap verbinden, maar met het christendom in het algemeen, en streefde naar godsdienstvrijheid voor alle kerkgenootschappen "zo lang zij niet haar bestaan bedreigen of tegen het zedelijk bewustzijn van het Germaanse ras ingaan" (punt 24).
Toen Hitler en de NSDAP de macht grepen in 1933, streefden ze ernaar om de kerken onder staatscontrole te brengen, enerzijds door het Rijksconcordaat met de Rooms-Katholieke Kerk, anderzijds door de gedwongen fusie van de Deutscher Evangelischer Kirchenbund tot een eengemaakte Deutsche Evangelische Kirche, bestuurd door naziloyalisten. Dit beleid lijkt relatief goed te zijn geslaagd tot eind 1936, toen een "geleidelijke verslechtering van de betrekkingen" tussen de NSDAP en de kerken aanleiding was voor een golf van Kirchenaustritt ("kerkuittreding"). Hoewel er nooit van hogerhand een officieel bevel is gegeven om kerklidmaatschap op te zeggen, begonnen enkele Partijleden dit vrijwillig te doen en andere leden onder druk te zetten om hun voorbeeld te volgen. Zij die de kerken verlieten werden aangeduid als Gottgläubige ("Godgelovigen"), een term die op 26 november 1936 officieel erkend werd door Minister van Binnenlandse Zaken Wilhelm Frick. Hij benadrukte dat het begrip een politieke distantiëring ten opzichte van de kerken inhield, geen daad van geloofsafval. De term "dissident", die sommige kerkverlaters tot dan toe hadden gebruikt, werd geassocieerd met "zonder geloof" (glaubenslos) zijn, terwijl de meesten van hen beklemtoonden dat zij nog steeds in God geloofden; zodoende ontstond er behoefte aan een ander woord.
De partij-ideoloog van de NSDAP, Alfred Rosenberg, was de eerste om zijn kerk te verlaten op 15 november 1933, maar hij zou voor de drie daaropvolgende jaren de enige prominente nazileider zijn die deze stap zette. Begin 1936 beëindigden de SS-leiders Heinrich Himmler en Reinhard Heydrich hun lidmaatschap bij de katholieke Kerk, gevolgd door een aantal Gauleiter waaronder Martin Mutschmann (Saksen), Carl Röver (Weser-Ems) en Robert Heinrich Wagner (Baden-Elzas). In de herfst van 1936 verlieten vooral katholieke partijleden de kerk, in 1937 gevolgd door een golf van voornamelijk protestantse partijleden. Hitler zelf heeft nooit zijn lidmaatschap van de Rooms-Katholieke Kerk opgezegd; in 1941 zei hij tegen zijn generaal Gerhard Engel: "Ik ben nu, net zoals vroeger, een katholiek en zal dat altijd blijven."

## Demografie

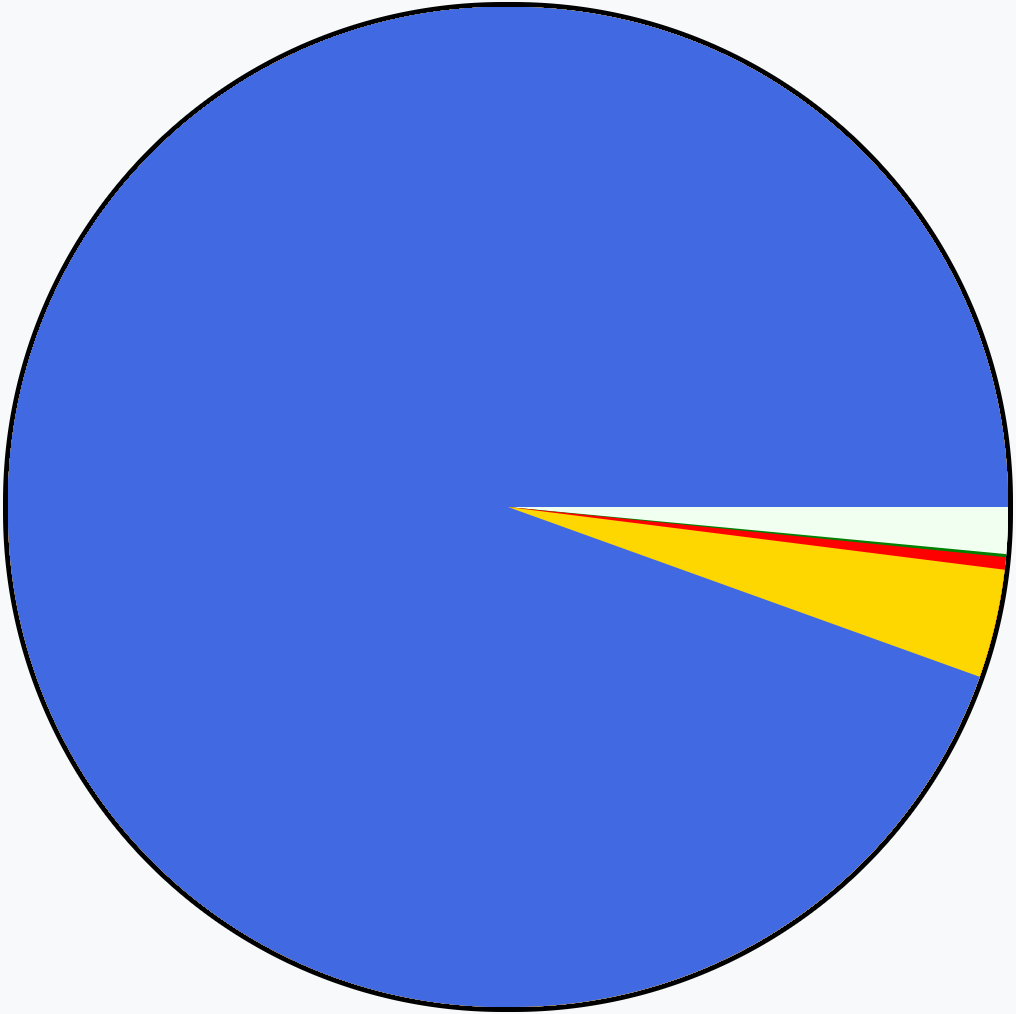
Duitse volkstelling van 1939.
Leden van protestantse of katholieke kerken (94,5%)
Gottgläubig (3,5%)
Joods (0,4%)
Andere religies (0,1%)
Niet-religieus (1,5%)

Mensen die zichzelf als gottgläubig beschouwden, konden een breed scala aan religieuze opvattingen huldigen, inclusief niet-klerikaal christendom, Germaans neopaganisme, deïsme, en pantheïsme. In strikte zin des woords waren Gottgläubigen niet eens verplicht om hun kerklidmaatschap op te zeggen, maar werden daartoe sterk aangemoedigd.
Bij het decreet van het Reichsministerium des Innern van 26 november 1936 werd deze religieuze gezindte officieel erkend in overheidsdocumenten. De volkstelling van 17 mei 1939 was de eerste keer dat Duitse burgers zichzelf officieel konden laten registreren als gottgläubig. Van de 79,4 miljoen Duitsers zeiden 2,7 miljoen mensen (3,5%) gottgläubig te zijn, vergeleken met 94,5% die zich rekenden tot de protestantse of katholieke kerken, 300.000 Joden (0,4%), 86.000 aanhangers van andere religies (inclusief moslims, boeddhisten, hindoes, neopaganisten (neoheidenen) en andere religieuze sekten en beweringen, 0,1%) en 1,2 miljoen (1,5%) die geen religie hadden (glaubenslos). Paradoxicaal genoeg beschouwden Duitsers die woonden in stedelijke gebieden, waar de steun voor de nazi's het laagst was, zich het vaakst als gottgläubig, met de vijf hoogste percentages in Berlijn (10,2%), Hamburg (7,5%), Wenen (6,4%), Düsseldorf (6,0%) en Essen (5,3%).
De term kwam na de oorlog nog slechts enkele jaren sporadisch voor en werd in de volkstelling van 1946 erkend in de Franse bezettingszone in Duitsland, voordat hij verdween uit officiële documenten.

## Himmler en de SS

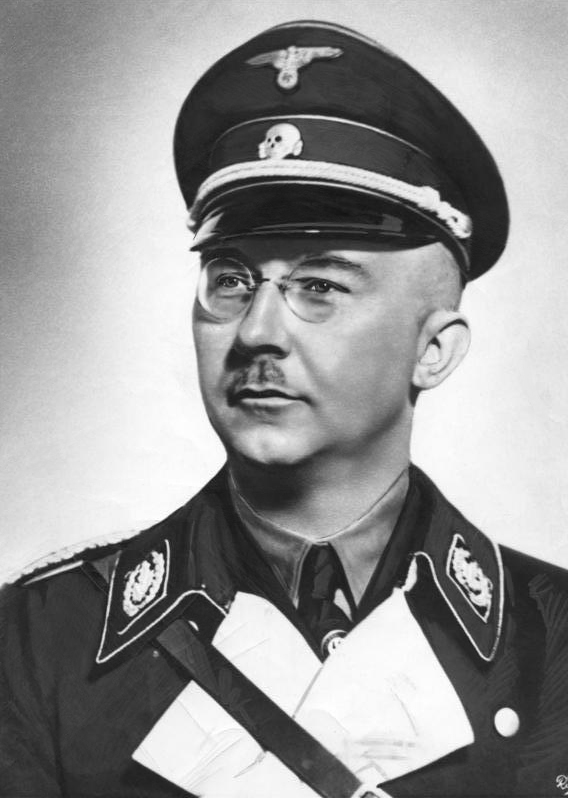
Himmler: "Wij geloven in een God Almachtig die boven ons staat; hij heeft de aarde, het Vaderland en het Volk geschapen en hij heeft ons de Führer gezonden. Ieder mens dat niet gelooft in God moet als arrogant, megalomaan en dom worden beschouwd en dus niet geschikt voor de SS."

Reichsführer-SS Heinrich Himmler, zelf een ex-katholiek, was een van de belangrijkste bevorderaars van de gottgläubig-beweging. Hij was vijandig ten opzichte van het christendom, zijn waarden, de kerken en hun geestelijkheid. Echter, Himmler verklaarde: "Als nationaalsocialisten geloven wij in een Goddelijk wereldbeeld." Hij stond op het bestaan van een scheppende God, die het Derde Rijk en de Duitse natie begunstigde en begeleidde, zoals hij verklaarde ten overstaan van de SS: "Wij geloven in een God Almachtig die boven ons staat; hij heeft de aarde, het Vaderland en het Volk geschapen en hij heeft ons de Führer gezonden. Ieder mens dat niet gelooft in God moet als arrogant, megalomaan en dom worden beschouwd en dus niet geschikt voor de SS." Hij liet geen atheïsten toe tot de SS met het argument dat hun "weigering om hogere machten te erkennen" een "potentiële bron van ongehoorzaamheid" zou zijn.
Himmler maakte zich niet al te veel zorgen over de vraag hoe deze godheid genoemd diende te worden; God Almachtig, de Aloude, het Lot, "Waralda", de Natuur enzovoort waren allemaal acceptabel, zo lang de namen maar verwezen naar een "hogere macht die deze wereld heeft geschapen en het de wetten van strijd en selectie heeft geschonken die het voortbestaan van de natuur en de natuurlijke orde van zaken garanderen." Volgens Himmler werd "alleen degene die zich verzet tegen geloof in een hogere macht als goddeloos gezien"; alle anderen waren gottgläubig, maar zouden dat bij voorkeur buiten de kerk om moeten zijn. SS-leden werden onder druk gezet om zich gottgläubig te noemen en hun kerklidmaatschap op te zeggen, desnoods onder dreiging uit de elitaire paramilitaire organisatie te worden geroyeerd.
De documentatie van het SS-personeel toont aan dat de meeste van haar leden die de kerk van hun opvoeding verlieten dit deden kort voor of kort nadat ze lid werden van de SS. De leden van de Sicherheitsdienst (SD) waren met 90% het meest gewillige korps binnen de SS om hun christelijke kerkgenootschap op te zeggen en hun religieuze gezindte te wijzigen naar gottgläubig. Van de SS-officieren verliet 74% van degenen die voor 1933 bij de SS waren gegaan de kerk, terwijl 68% van de SS'ers van na 1933 zich uiteindelijk gottgläubig zou verklaren. Van het algemene ledenbestand van de SS had 16% zijn kerk verlaten tegen het einde van 1937.